# Узяти, наприклад, нас
«Узяти, наприклад, нас» (італ. Ecco noi per esempio...) — італійська комедія. Фільм вийшов 28 жовтня 1977 року, у головних ролях — Адріано Челентано і Ренато Поццетто.

## Сюжет
Клік (Адріано Челентано) — бульварний фотограф, за яким ганяються то бандити, що потрапили в об'єктив на місці злочину, то розлючені жінки, що також опинилися в полі зору журналіста. Одного разу під час зіткнення з поліцією Клік познайомився з письменником-початківцем Гуанзіроле Пальмамброджо (Ренато Поццетто), і два новоспечених приятелі пускаються в пригоди.

## У ролях
- Адріано Челентано: Антонматтео Коломбо, Клік;
- Ренато Поццетто: Пальмамброджо Гуанціролі;
- Барбара Бах: Лудовіка;
- Джуліана Каландра: Беатріче;
- Раффаеле Ді Сіпіо;
- Капучіне: Маріяроза Коломбо, колишня дружина Кліка;
- Антоніо Касагранде: комісар поліції;
- Феліче Андреасі: видавець;
- Джордж Вілсон: Мелано Мелані;
- Еліо Кроветті: продавець у кіоску;
- Франка Марці: Кармен;
- Імма Піро: Вінченціна, подруга Кліка;
- Сол Борджезе: конокрад;
- Уго Болонья: Джанні;
- Вальтер Вальді: приятель Кліка;
- Кармен Руссо: танцюристка диско.

## Знімальна група
- Режисер — Серджо Корбуччі;
- Сценарій — Джузеппе Каталано, Сабатіно Чіуффіні, Серджо Корбуччі;
- Продюсер — Акілле Мандзотті;
- Оператор — Джузеппе Ротунно;
- Композитор — Даніеле Байма Бескет, Вінс Темпера;
- Художник — Андреа Крізанті, Бруна Пармезан;
- Монтаж — Серджо Монтанарі.